# Peripatopsis
Peripatopsis is een geslacht van de fluweelwormen (Onychophora). De wetenschappelijke naam van het geslacht werd voor het eerst geldig gepubliceerd door Pocock in 1894.

## Soorten
De volgende soorten zijn ingedeeld bij het geslacht:
- Peripatopsis alba Lawrence, 1931
- Peripatopsis balfouri (Sedgwick, 1885)
- Peripatopsis capensis (Grube, 1866)
- Peripatopsis clavigera Purcell, 1899
- Peripatopsis lawrencei McDonald, Ruhber & Daniels, 2012[2]
- Peripatopsis leonina Purcell, 1899
- Peripatopsis moseleyi (Wood-Mason, 1879)
- Peripatopsis overbergiensis McDonald, Ruhber & Daniels, 2012[2]
- Peripatopsis sedgwicki Purcell, 1899
- Peripatopsis stelliporata Sherbon & Walker, 2004